# 张顺东
张顺东（1974年—）中国云南省昆明市东川区乌龙镇坪子村村民，2022年3月，入选感动中国2021年度人物。

## 生平
张顺东6岁放羊时被高压电击伤，失去右手，双脚重伤，19岁，认识了邻村生下来就没有双手的李国秀。1993年，张顺东与李国秀喜结连理。张顺东因过度劳累受伤的双脚溃烂先后截肢。

## 事迹
张顺东依靠双手辛勤劳动照顾老人，抚养年幼孩子以及失去双亲的侄女。

## 荣誉
- 2021第八届全国道德模范
- 感动中国2021年度人物
- 2020年全国最美家庭
- 2020年云南十大新闻人物[2]